# Lilly Reich
Lilly Reich (Berlín, 16 de juny de 1885 – Berlín, 14 de desembre de 1947) va ser una dissenyadora alemanya, una de les poques professores dones de la Bauhaus. Va ser una arquitecta destacada en el Moviment Modern primerenc. Esdevingué famosa després de la seva mort, a causa de la seva vinculació amb el popular arquitecte Ludwig Mies van der Rohe. Després de les seves respectives morts s'han fet estudis que defensen que Lilly Reich pot haver estat coautora d'alguns dels dissenys d'èxit de Mies van der Rohe, sobretot en el camp del mobiliari, malgrat que sovint ha estat vista pels historiadors com una simple col·laboradora.

## Biografia

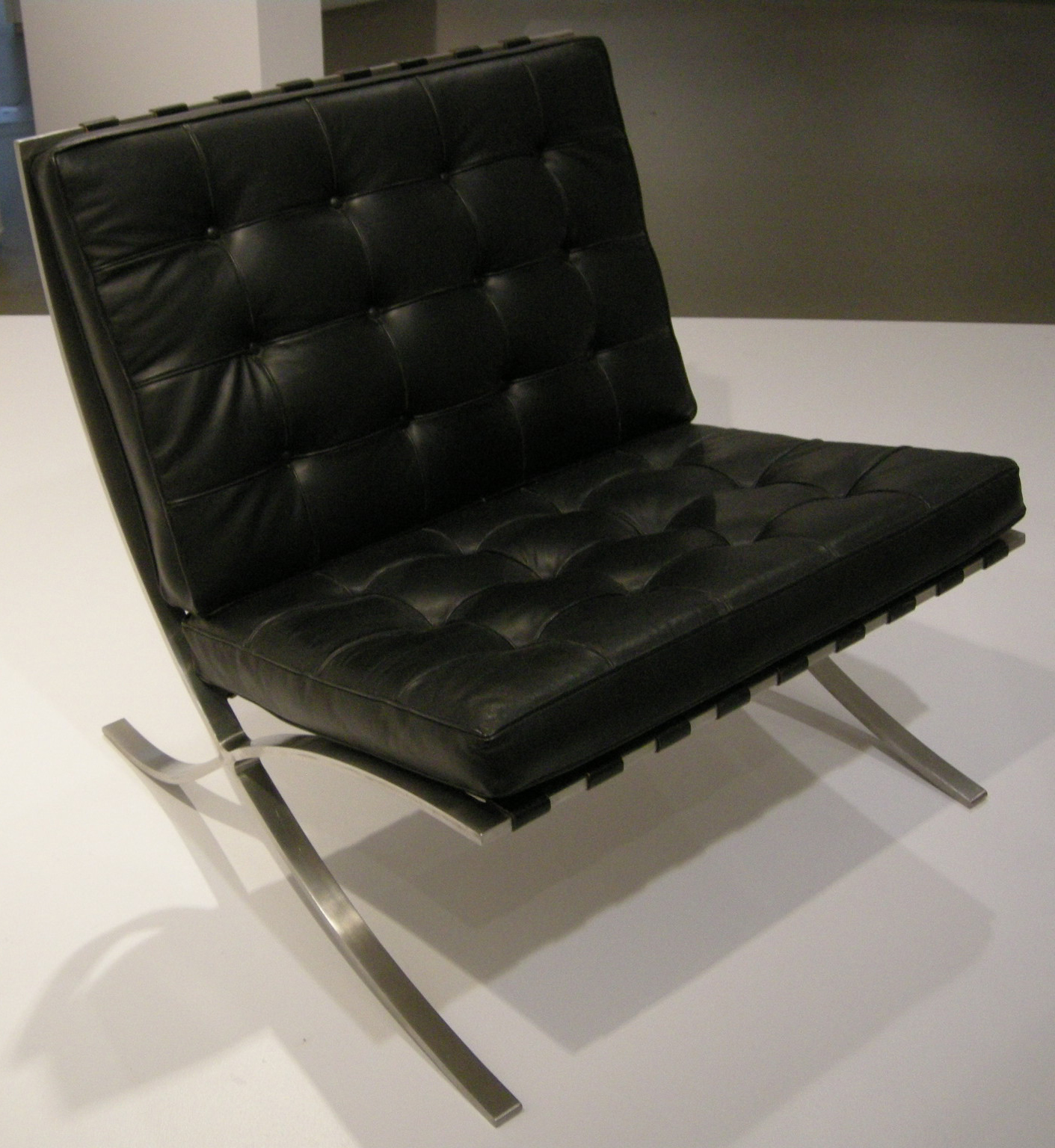
La cadira Barcelona

Lilly Reich va néixer a Berlín (Alemanya), l'any 1885. Va començar la seva carrera com a dissenyadora tèxtil i de roba de dones. Aquesta experiència va ser clau per a ella, per què va aportar-li un interès particular en el contrast de textures i teles, així com habilitats específiques amb relació a l'ús de tèxtils en el mobiliari.

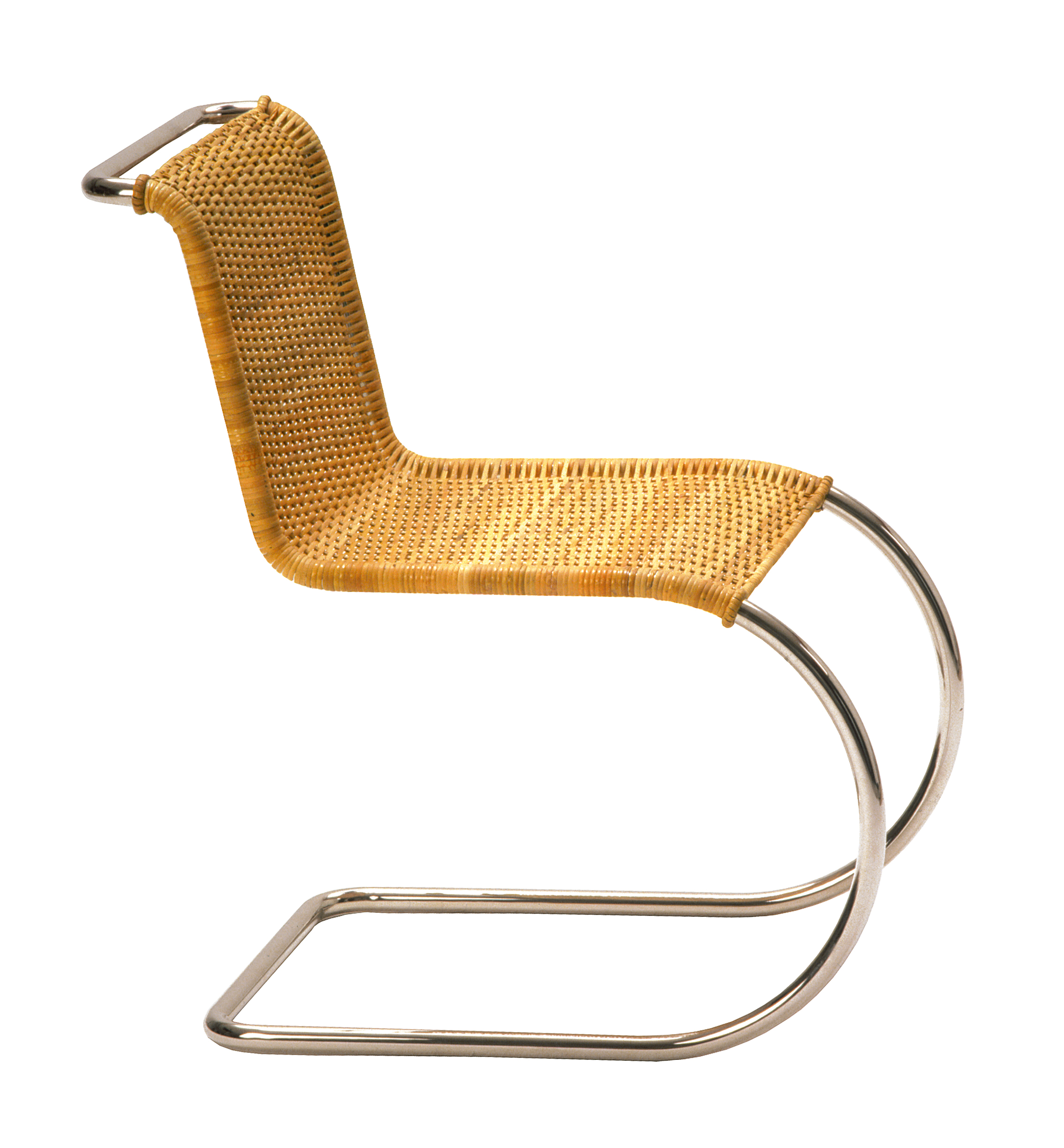
"Cadira Weißenhof", de Mies van der Rohe amb tapisseria de cistelleria de Reich (ca. 1927)

El 1908 va anar a Viena a treballar pel Wiener Werkstätte (Taller de Viena) de Josef Hoffmann, una empresa de producció d'arts visuals de dissenyadors, artistes i arquitectes. Hoffmann era un dissenyador modernista reconegut, autor de dissenys com la cadira Kubus (1918), la cadira Gabinet (circa 1915), la cadira Koller (1911) o la cadira Broncia (1912).
El 1911 va tornar a Berlín, on va començar a dissenyar mobiliari i roba. En aquesta època també va treballar com a decoradora d'aparadors. L'any següent es va unir al Deutscher Werkbund, o Federació del Treball d'Alemanya, un grup similar al Taller de Viena, el propòsit del qual era ajudar a millorar la competitivitat de les empreses alemanyes en el mercat global. Aquell any va dissenyar una mostra d'un pis per a la classe treballadora en la Berlina Gewerkschaftshaus, o Casa del Sindicat. Va rebre molts elogis per la claredat i funcionalisme del mobiliari. Va contribuir al Werkbund, una exposició a Colònia l'any 1914. L'any 1920 Lilly Reich esdevenia la primera dona elegida al comitè de govern del Deutscher Werkbund.
Entre el 1924 i el 1926 va treballar al Messeamt, o Oficina de Comerç Just, a Frankfurt, on s'encarregava d'organitzar i dissenyar fires de comerç. És allà on va conèixer Ludwig Mies van der Rohe, vicepresident del Deutscher Werkbund. Aquest fet va motivar l'inici d'un període de més interès en el mobiliari per part de van der Rohe, ja que van col·laborar en molts projectes junts. El 1927 els dos van treballar en Die Wohnung a Stuttgart per al Werkbund. Va dissenyar molts interiors per a aquesta exposició, incloent-hi Wohnraum in Spiegelglas («espai de vida en un mirall de vidre»). Aquell mateix any, juntament amb el seu soci professional i personal, van rebre l'encàrrec de l'Associació de Fabricants de Seda alemanys de crear un estand per a la indústria de la seda alemanya en el marc de l'exposició "Die Mode der Dame" (Moda femenina). El resultat és el Café Samt & Seide (Cafè de seda i vellut) de Berlín, un estand d'exposicions que també va funcionar com a cafè al final de la sala principal.
El 1929 esdevingué la directora artística per la contribució alemanya a l'Exposició Internacional de Barcelona, on Mies van der Rohe va dissenyar el seu mundialment cèlebre pavelló. És aquí on la famosa cadira Barcelona va ser mostrada en públic per primer cop. Aquest pavelló va ser considerat el punt més destacat del procés evolutiu del seu disseny.
El 1932 van der Rohe va oferir a Lilly Reich la possibilitat de donar classes a la Bauhaus i dirigir el taller de disseny de l'interior. Malhauradament l'escola va ser tancada l'any següent pels nazis, que van veure la seva feina com un «art degenerat, probablement influït pels jueus».
Lilly Reich va ser professora a la Universität der Künste de Berlín després de la Segona Guerra Mundial, però durant poc temps, ja que es va posar malalta i va haver de renunciar-hi. Va morir el 1947 a Berlín.

## Reconeixement internacional
El 1914, Reich va convertir el seu estudi en una sastreria, i la va mantenir al llarg de la Primera Guerra Mundial. El 1912, dos esdeveniments la van ajudar a guanyar reputació com a dissenyadora influent i organitzadora d'exposicions. En primer lloc, va dissenyar l'interior d'un apartament per a classe treballadora i dues botigues per a l'exposició Die Frau in Haus und Beruf (Dones a Casa i a la Feina). Aquell mateix any va ser escollida membre del German Werkbund, una organització fundada el 1907 que tenia com a objectiu vincular art i indústria com a mètode de millora i benefici per als productes i dissenys fets a Alemanya.
L'octubre de 1920 Reich va ser formalment reconeguda pels seus companys quan va ser anomenada membre de la Junta Directiva del Deutsche Werkbund. Va ser la primera dona a formar-ne part. La seva responsabilitat era de planejar i fer-se càrrec de les exposicions de disseny que acollia el Werkbund i intentar promocionar i impulsar els dissenyadors alemanys, tant a Alemanya com a l'exterior.
Entre 1921 i 1922, Reich va organitzar i preparar dues grans exposicions per ser mostrades al Newark Museum a Newark, Nova Jersey. La primera portava per títol «Les Arts Aplicades», i va estar formada íntegrament per roba per a dones i accessoris, buscant promoure el ressorgiment de la moda alemanya així com la cooperació entre artistes i fabricants. La segona exposició era una enorme mostra formada per més de 1.600 objectes, molts d'ells escollits per Reich, per mostrar la qualitat i l'amplitud del disseny industrial alemany. Més de 4.000 persones van visitar l'exposició entre el 18 i el 31 de maig de 1922, i el museu Newark va adquirir més de 65 objectes de l'exposició, incloent un disseny de roba infantil de Reich. La mostra no va viatjar als Estats Units com s'esperava. Tot i això, va tenir un gran efecte en el disseny americà i les seves influències són notables en la feina dels dissenyadors americans a partir d'aquell moment.

## Lilly Reich i Ludwig Mies van der Rohe
A través de la seva implicació amb el Werkbund, Reich va conèixer Ludwig Mies van der Rohe. El 1926 es va traslladar de Frankfurt a Berlín per treballar amb van der Rohe. Ells dos foren parella sentimental i professional durant 13 anys, a partir del 1925 fins que ell va emigrar als Estats Units el 1938.

Albert Pfeiffer, Vicepresident de Disseny i Administració de Knoll, ha estat investigant i escrivint sobre Reich i assenyala que:
| « | Resulta més que una coincidència que la implicació i l'èxit de Mies en el disseny d'exposicions s'iniciés al mateix temps que la seva relació personal amb Reich... És interessant destacar que Mies no va desenvolupar totalment cap moble contemporani amb èxit abans o després de la seva col·laboració amb Reich. | » |

Quan Mies van der Rohe va ser nomenat director de l'escola de disseny i arquitectura Bauhaus el 1930, Lilly Reich va entrar a treballar-hi amb ell, sent una de les poques dones professores de la plantilla. Reich va ensenyar disseny d'interiors i disseny de mobiliari fins al 1930.
El 1996, el MoMa de Nova York va presentar una exposició sobre la seva feina, «Lilly Reich: Dissenyadora i Arquitecta», que per primer cop posava atenció en aquesta influent dissenyadora gairebé oblidada. Reich va començar la seva carrera en el món del tèxtil, que era el camí més acceptat per a les dones dissenyadores durant la primera part del segle xx. Va tenir un paper rellevant en el moviment de la Bauhaus a Dessau i Berlín a Alemanya i va treballar per a comitès professionals com el Deutscher Werkbund (Federació de Treball Alemanya). Lilly Reich va gestionar la seva pròpia firma de disseny d'interior i va ser membre de la Universitat d'Arts de Berlín.
Lilly Reich va col·laborar i codissenyar la Cadira de Brno, la famosa Cadira de Barcelona i el Pavelló de Barcelona juntament amb Mies van der Rohe en representació del govern alemany per a l'Exposició Internacional de Barcelona l'any 1929, on va estar a càrrec del disseny dels expositors alemanys. El Pavelló de Barcelona és considerat una obra mestra del disseny modern. Tot i això, Lilly Reich és rarament esmentada en els llibres de text i no se li han reconegut les seves contribucions. Reich també va treballar amb Joseph Hoffman en el disseny de la butaca i el sofà Kubus.
Lilly Reich va viatjar als Estats Units, Anglaterra i Àustria per estudiar i treballar amb els dissenyadors del seu temps. També va ser responsable de les exposicions i mostres en representació del seu govern.

## Exposicions i mostres
El 1911, després de treballar per a moltes de les més destacades cases de moda de Berlín, Reich va dissenyar instal·lacions de roba per a Wertheim. També va ser membre del Deutscher Werkbund des de 1912, el qual va treballar en col·laboració amb detallistes alemanys per fer aparadors moderns. El seu anuari de l'any 1913 incloïa una sèrie de fotografies, entre elles una de Reich. Una de les seves exposicions més destacades va ser durant l'Exposició Internacional de 1929 a Barcelona. Durant aquesta, Reich va accentuar la necessitat de connexió a la indústria i la producció en sèrie. Amb aquest mètode ella va crear objectes produïts en massa, polits i elegants, acabant així amb la idea de la unitat individual.
Més tard, el 1937, Reich va exposar a Paris World's Fair l'any 1937. La seva instal·lació esdevindria una part del Pavelló Nazi d'Albert Speer, en una extremadament tensa Fira Mundial.

## Els anys de guerra
El 1938, just abans de la Segona Guerra Mundial, Mies emigra als EUA. Reich continuà gestionant les seves tasques a Alemanya, fins a la seva mort. El va anar a visitar als EUA el setembre de 1939, però no s'hi va quedar.
El seu estudi va ser bombardejat l'any 1943 i va ser enviada a una organització de treball forçat on va estar fins al 1945. Després del seu alliberament al final de la guerra, va estar involucrada en el ressorgiment del Deutsche Werkbund, però va morir a Berlin abans de la seva reinauguració formal el 1950.